# Crepidorhopalon robynsii
Crepidorhopalon robynsii är en tvåhjärtbladig växtart som beskrevs av Eb. Fischer. Crepidorhopalon robynsii ingår i släktet Crepidorhopalon och familjen Linderniaceae. Inga underarter finns listade i Catalogue of Life.